# João Maurício Fernandes Salgueiro
João Maurício Fernandes Salgueiro GCC • GCIH (Braga, 4 de setembro de 1934 – 17 de fevereiro de 2023), conhecido por João Salgueiro, foi um economista, banqueiro e político português.

## Biografia
Era licenciado em Economia, pelo Instituto Superior de Ciências Económicas e Financeiras da Universidade Técnica de Lisboa, e pós-graduado em Planeamento Económico e Contabilidade Pública, pelo Instituto de Estudos Sociais de Haia, nos Países Baixos.
Iniciou a sua vida profissional no Banco de Fomento Nacional, onde foi diretor do Departamento Central de Planeamento e presidente do Conselho de Administração, cargo que também ocuparia na Caixa Geral de Depósitos. Foi presidente da Associação de Bancos Portugueses. Como aposentado da Caixa Geral de Depósitos, recebia uma pensão de 14 352 euros. Foi vice-governador do Banco de Portugal.
Depois de ter presidido à Juventude Universitária Católica, participou na fundação da SEDES, no período da Primavera Marcelista. Em 1969 é nomeado Subsecretário de Estado do Planeamento, por Marcello Caetano, cargo que ocupa até 1971. Depois do 25 de Abril aderiu ao Partido Social Democrata. Foi Ministro de Estado, das Finanças e do Plano do VIII Governo Constitucional, de Pinto Balsemão, entre 1981 e 1983.
A 8 de Junho de 2010 foi agraciado com a Grã-Cruz da Ordem Militar de Nosso Senhor Jesus Cristo.
Foi membro do Conselho Económico e Social, vogal do Fundo de Garantia de Depósitos e colaborador da Faculdade de Economia da Universidade Nova de Lisboa, onde regeu o Seminário de Economia Europeia.
Nomeado em 2013 Sócio Honorário do MIL: Movimento Internacional Lusófono.
Foi Membro do Conselho das Antigas Ordens Militares.
Em 2017 foi agraciado com o Doutoramento Honoris Causa pela Universidade Nova de Lisboa.
Na qualidade de Fundador e Presidente da Assembleia Geral da SEDES - Associação para o Desenvolvimento Económico e Social, a 5 de Dezembro de 2021 foi agraciado com a Grã-Cruz da Ordem do Infante D. Henrique.
Morreu a 17 de fevereiro de 2023, aos 88 anos.

## Funções governamentais exercidas
- VIII Governo Constitucional
  - Ministro de Estado
  - Ministro das Finanças e do Plano